# Государственный переворот в Югославии (1941)

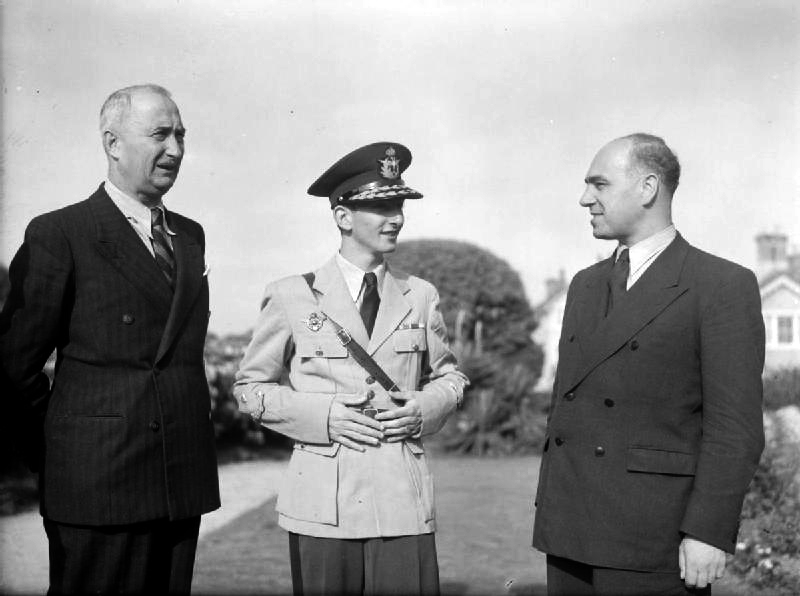
Душан Симович, король Югославии Петр II и профессор Радое Кнежевич в Лондоне в июне 1941 г.

Государственный переворот в Югославии 1941 года, известный в сербской и югославской историографии как Мартовский путч (серб. Мартовски пуч) — свержение 27 марта 1941 югославского правительства регента князя Павла. Совершён группой высших сербских офицеров вскоре после подписания договора о присоединении Югославии к Берлинскому пакту 1940 года. Получил немало сторонников среди сербских военных и сербских националистов из-за недовольства политикой сближения со странами «оси», которую вел смещенный в результате переворота регент Павел и правительство Драгишы Цветковича. Поддержан жителями Белграда и многих других югославских городов. Германия восприняла его как вызов, повлекший вторжение Германии в Югославию и последующий раздел страны.

## Предыстория
Убийство короля Александра в Марселе 1934 повлияло на изменение внешней политики Югославии, колеблясь между Нацистской Германией и бывшими странами Антанты. Регент князь Павел пытался каким-либо образом предотвратить вступление Югославии в войну. В то же время он уделял много внимания преодолению сербско-хорватского конфликта, который хотя и ослабел после заключения соглашения Цветковича — Мачека в 1939 году, но полностью не исчез. Ситуацию осложняло международное напряжение в регионе.
15 февраля 1941 в Берхтесгадене состоялась встреча Гитлера с Драгишей Цветковичем. Обсуждался вопрос о присоединении Югославии к Берлинскому пакту от 27.09.1940 г. В качестве территориальной компенсации Югославии за присоединение к Тройственному пакту Гитлер предложил Югославии греческий порт Салоники. Переговоры продолжалась около 4 часов и последним словом Цветковича было «нет»; он лишь обещал, что его правительство сделает все возможное для того, чтобы Греция, которая успешно отразила итальянское вторжение и перенесла военные действия на территорию Албании, отвергла предложение Великобритании предоставить ей при необходимости защиту от Германии, а Югославия не станет инструментом борьбы с рейхом.
5 марта в Берхтесгадене прошла встреча Гитлера с принцем-регентом Югославии Павлом по вопросу присоединения Югославии к Берлинскому пакту от 27.09.1940 г., продолжавшаяся более 5 часов. По возвращении из Германии Павел проинформировал правительство о результатах переговоров с Гитлером по поводу присоединения Югославии к Тройственному пакту, сказав, что тяжело принимать такие решения, учитывая хорошие отношения с Англией и Грецией, но надо спасти страну от войны любой ценой.
7 марта правительство Югославии выдвинуло Германии условия, на которых оно согласно вступить в Тройственный пакт: неучастие Югославии в войне, недопущение транзита германских войск через свою территорию, получение после войны греческого города Салоники.
В ночь на 23 марта югославское правительство поставило в известность Германию, что готово подписать пакт о присоединении к Тройственному пакту. Вечером после инструктажа у принца-регента Павла премьер-министр Д. Цветкович и министр иностранных дел А. Цинкар-Маркович отправились на поезде в Вену. Они прибыли в бывшую столицу Австрии утром 24 марта. Помимо официальных лиц германской стороны делегацию встречали представители Венгрии, Румынии и Болгарии в Германии. После парада войск вермахта, представителям Югославии дали отдохнуть в гостинице, после чего после полудня привезли во дворец Бельведер. В 15:30 Премьер-министр Югославии Драгиша Цветкович и министр иностранных дел А. Цинкар-Маркович поставили свои подписи под протоколом о вступлении Югославии в Тройственный союз. От Германии, Италии и Японии документ подписали министры иностранных дел — Иоахим фон Риббентроп, Галеаццо Чиано и Ёсукэ Мацуока. При подписании присутствовал и сам фюрер Третьего Рейха. Руководство Хорватской крестьянской партии одобрило подписанный правительством Цветковича протокол о присоединении Югославии к Берлинскому пакту.

## Хронология переворота

### Массовые протесты
С раннего утра 26 марта на улицах крупных городов Югославии проходили многотысячные митинги протеста против подписания договора с Германией. В Белграде на демонстрацию протеста вышло не менее 80 тысяч человек. Участники акции скандировали антинацистские лозунги. Главными лозунгами протестующих были «Bolje rat nego pakt» (Лучше война, чем пакт), «Bolje grob nego rob» (Лучше умереть, чем стать рабом), а в Сербии еще «Nema rata bez Srba» (Нет войны без сербов). Было полно людей с национальными флагами, а также флагами США, Англии и Франции. Протестующие крушили окна в немецком туристическом агентстве в Белграде, которое одновременно было штабом гестапо, разорвали флаг со свастикой.

### Ход переворота
Штаб-квартира мятежников размещалась на базе военно-воздушных сил в Земуне. В их распоряжении был почтовый, телеграфный и телефонный инспектор, с началом переворота должен был прервать связь между Белградом и остальной страной. В том же Земуне находилась кавалерийская школа, в которую незадолго до того были доставлены чешского производства танкетки Т-32 — предполагалось задействовать их для отработки взаимодействия пехоты, кавалерии и бронетехники. Благодаря умело проведенной работе, силы, которыми располагали заговорщики, насчитывали утром 26.3.41 дивизию королевской гвардии, включая пехотный полк, артиллерийский и 2 кавалерийских, а также танковый батальон, роту инженеров, роту мотопехоты, не считая офицеров и солдат военно-воздушных сил.
В 10 утра поезд с югославской делегацией из Германии прибыл в Белград, но не на центральный вокзал, а на запасную станцию Топчидер на юге города. Премьер-министр Цветкович и министр иностранных дел Цинкар-Маркович, минуя запруженные массами улицы, прибыли во дворец, где отчитались перед принцем Павлом о выполненной миссии. Посол Германии фон Хеерен получил информацию о том, что военный переворот во главе с командующим югославскими ВВС генералом Симовичем начнется в ночь на 27.03.1941 г., но не предпринял никаких действий. Германский посол полагал, что уж если ему известны такие детали, то правительству Цветковичу они и подавно известны. В 21 час вечера принц-регент Павел выехал из столицы поездом в свое имение Брдо в Словении.
26 марта в 23:30 вечера руководитель переворота генерал Б. Миркович отдал приказ о выступлении. Вслед за этим пехотный батальон под руководством полковник Д. Димича захватил оба моста через Саву (железнодорожный и автомобильный). Когда путь был открыт, из Земуна в столицу отправился моторизованный отряд под руководством полковника ВВС Д. Савича.

### Последствия переворота
Операция по оккупации Югославии началась 6 апреля 1941-го. Наступлению немецкой, итальянской и венгерской армий предшествовали массовые налеты люфтваффе, хотя Белград был объявлен открытым городом и в целях сохранить инфраструктуру и спасти исторические памятники отказывался от защитных действий. Спешно мобилизованная югославская армия, не имевшая зенитной артиллерии, объективно не могла противостоять авиации и танкам нацистов и их союзников.
После проведения операции «Ауфмарш-25» Югославия оказалась расчленена. В оккупированной Сербии было сформировано коллаборационистское правительство под руководством Милана Недича. В Хорватии утвердился марионеточный по отношению к немцам режим усташей — местных фашистов. Черногория получила статус протектората Италии, а Словению поделили между Германией, Италией и Венгрией.

## Участие иностранных держав
Существует мнение, что переворот был разработан и профинансирован британской разведкой, хотя другие исследователи полагают, что роль Великобритании сильно преувеличена
По свидетельству генерала Павла Судоплатова, советская военная и политическая разведка также активно содействовала заговорщикам, послав в Белград группу сотрудников разведки, включавшую Соломона Мильштейна и Василия Зарубина. По мнению Судоплатова, новое правительство должно было затянуть операции немецких и итальянских войск в Югославии и Греции.